# 笹島信号場
笹島信号場（ささしましんごうじょう）は、愛知県名古屋市中村区長戸井町にある信号場である。
東海旅客鉄道（JR東海）関西本線と名古屋臨海高速鉄道あおなみ線の分岐・合流点で、JR東海名古屋工場の入出区線も分岐している。なお、JR東海では名古屋駅構内扱いとされているため、運転取扱上の表記は名古屋（笹島）である。

## 歴史
- 1950年（昭和25年）6月1日：開設[1]。

## 構造
関西本線の上下本線、あおなみ線の上下本線、貨物列車用の着発線がある。2015年（平成27年）のダイヤ改正まで、四日市駅方面と名古屋貨物ターミナル駅を結ぶ貨物列車はここで機関車の交換を行っていた。構内の西側では、関西本線の下り線が上り線に合流する形で、複線から単線に切り替わる。

## 周辺
- 近鉄名古屋線 黄金駅
- 黄金跨線橋（通称：黄金陸橋）
- 環状線（名古屋市道名古屋環状線）
- 大須通（名古屋市道愛知名駅南線）
- 愛知県道115号津島七宝名古屋線

## 隣の駅
東海旅客鉄道（JR東海）
CJ 関西本線
名古屋駅 (CJ00) - （笹島信号場） - 八田駅 (CJ01)
名古屋臨海高速鉄道
■あおなみ線
ささしまライブ駅 (AN02) - （笹島信号場） - 小本駅 (AN03)
- ()内は駅番号を示す。